# Qeqertaq (isola, Qeqertarsuaq)

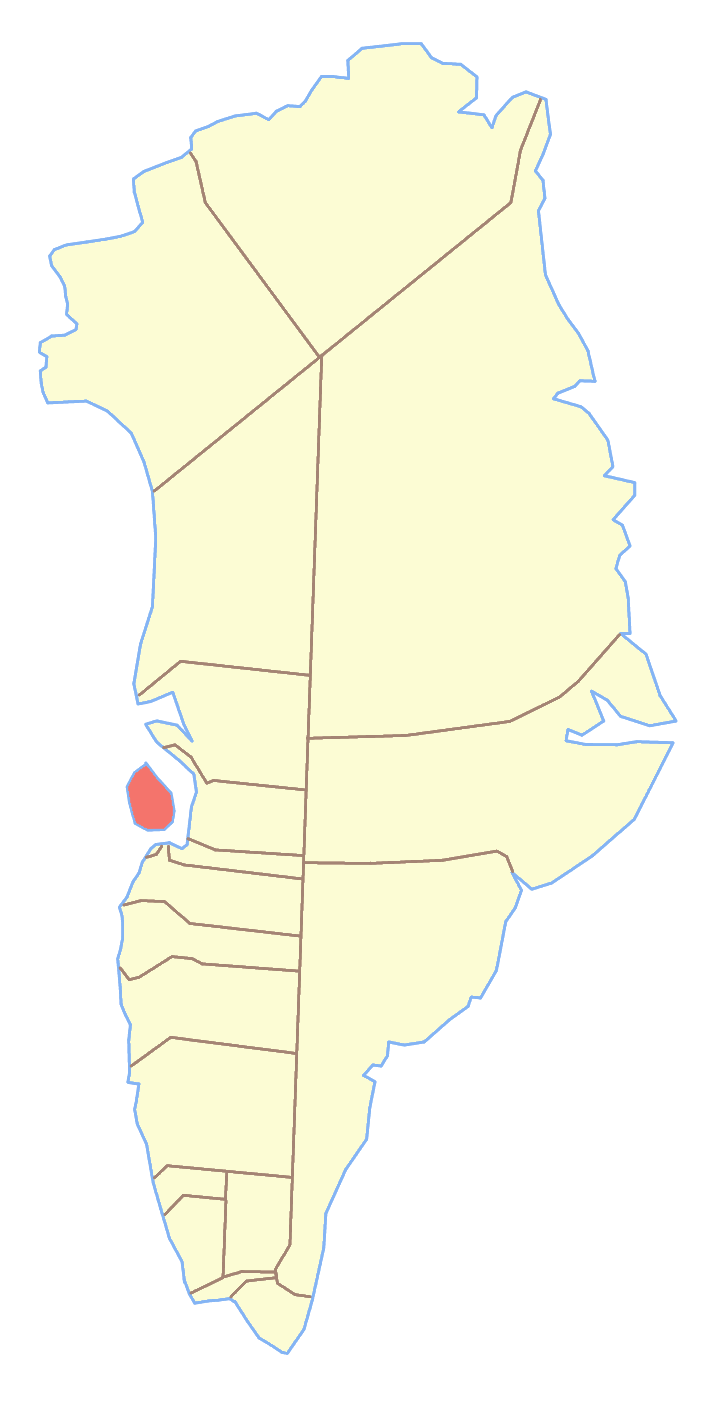
Territorio dell'ex comune di Qeqertarsuaq, dove si trova Qeqertaq

Qeqertaq è un'isola disabitata della Groenlandia. Prima della riforma municipale groenlandese apparteneva alla contea della Groenlandia Occidentale e al comune di Qeqertarsuaq. Oggi fa parte del comune di Qeqertalik.